# Alangium rotundifolium
Alangium rotundifolium är en kornellväxtart som först beskrevs av Justus Carl Hasskarl, och fick sitt nu gällande namn av Bloemb. Alangium rotundifolium ingår i släktet Alangium och familjen kornellväxter. Inga underarter finns listade i Catalogue of Life.